# Agromyza graminicola
Agromyza graminicola este o specie de muște din genul Agromyza, familia Agromyzidae, descrisă de Friedrich Georg Hendel în anul 1931.
Este endemică în Ungaria. Conform Catalogue of Life specia Agromyza graminicola nu are subspecii cunoscute.